# Roma locuta, causa finita est
(Sant'Agostino di Ippona)
L'espressione latina Roma locuta, causa finita est, abbreviata a volte in Roma locuta, causa finita o Roma locuta est, è una paremia che si traduce in italiano letteralmente come "Roma ha parlato, il caso è chiuso".
Si usa generalmente come brocardo per indicare che una certa questione è stata risolta da qualcuno che ha un'autorità inappellabile.
L'origine di questa frase è attribuita a Sant'Agostino di Ippona. Per chiudere la controversia  pelagiana, papa Innocenzo I condannò questa eresia nell'anno 417, spingendo così sant'Agostino d'Ippona a pronunciare questa famosa frase il 23 settembre 417 nel suo sermone numero 131.10.
Un altro utilizzo famoso di questa locuzione viene fatto risalire a papa Alessandro VI, quando i monarchi cattolici si rivolsero a lui per legittimare i loro possedimenti nel Nuovo Mondo. Il Papa emanò nel 1493 quattro bolle, indicando la linea di demarcazione tra i territori della Spagna e del Portogallo (bolle che avrebbero poi gettato le basi per il Trattato di Tordesillas). Il re portoghese non accettò la linea di demarcazione papale e, dopo la sua protesta al Papa, ricevette in risposta dallo stesso: "Roma locuta, causa finita", imponendo così la volontà pontificia.